# Urspelerpes brucei
Urspelerpes brucei is een salamander uit de familie longloze salamanders (Plethodontidae). Het is de enige soort uit het monotypische geslacht Urspelerpes.
De salamander werd pas voor het eerst wetenschappelijk beschreven in 2009 door de groep van biologen Carlos D. Camp, William E. Peterman, Joe R. Milanovich, Trip Lamb, John C. Maerz en David Burton Wake. In veel literatuur wordt deze soort daarom nog niet vermeld. De salamander komt endemisch voor in de Verenigde Staten en alleen in de staat Georgia.
Urspelerpes brucei is een zeer kleine soort, de salamander bereikt een maximale lichaamslengte van 2,5 tot 2,6 centimeter. De lichaamskleur is bruin, de buikzijde is lichter. Kenmerkend is een lichte vlek op de snuit van de salamander. In de Engelse taal wordt de soort wel patch-nosed salamander'genoemd wat hiernaar verwijst.
Onderfamilie Hemidactyliinae
Aquiloeurycea ·  
Batrachoseps ·  
Bolitoglossa ·  
Bradytriton ·  
Chiropterotriton ·  
Cryptotriton ·  
Dendrotriton ·  
Eurycea ·  
Gyrinophilus ·  
Hemidactylium ·  
Isthmura ·  
Ixalotriton ·  
Nototriton ·  
Nyctanolis ·  
Oedipina ·  
Parvimolge ·  
Pseudoeurycea ·  
Pseudotriton ·  
Stereochilus ·  
Thorius ·  
Urspelerpes
Onderfamilie Plethodontinae
Aneides ·  
Desmognathus ·  
Ensatina ·  
Hydromantes ·  
Karsenia ·  
Phaeognathus ·  
Plethodon ·  
Speleomantes